# Alicia Cervantes
Alicia Cervantes Herrera (San Ignacio Cerro Gordo, Jalisco, México, 24 de enero de 1994), más conocida como Licha Cervantes, es una futbolista mexicana. Juega como delantera en el club deportivo Guadalajara de la Primera División Femenil de México. Reconocida por su habilidad de remate y tiro, "Licha" es una de las delanteras más prolíficas del fútbol femenil mexicano, siendo una de tres futbolistas en anotar más de 100 goles en Primera División.

## Trayectoria
Cervantes nació el 24 de enero de 1994 en el Municipio de San Ignacio Cerro Gordo, de los Altos de Jalisco. Su amor por el fútbol comenzó desde una temprana edad. Gracias a su abuelo, un gran aficionado del Guadalajara, "Licha" eligió apoyar los colores Rojiblancos; pasión que mantiene hasta la fecha.
Debutó profesionalmente con Atlas el 29 de julio de 2017 en un partido contra Guadalajara. Dejó Atlas al final del torneo porque el club se negó a aumentar su salario de $1500 MXN. "¿Cómo iba a seguir jugando por cualquier cosa, por mil quinientos pesos?. El gerente me dijo que no me podían dar el aumento, me dijo: lo que tienes, es lo único que te podemos dar, no podemos más", confesó. Después de esta desilusión, Alicia decidió dejar el fútbol y conseguir un trabajo diferente en Estados Unidos.
Los directivos y cuerpo técnico de Rayadas, atentos a su situación, la tentaron con un regreso al fútbol profesional y en 2019 fichó con Monterrey, donde jugó por cuatro temporadas, ganando el campeonato Apertura 2019 y disputando 58 partidos entre liga y liguilla.
En junio de 2020, Cervantes se unió al Guadalajara, club del cual se ha declarado aficionada. "Creo que se refleja en la cancha lo feliz que estoy. En cada partido he demostrado que estoy en donde quería estar, en el equipo de mis amores. En cada partido se refleja la sonrisa que tengo y el amor que le tengo a este club", admitió.
Licha en la Jornada 11 del Clausura 2021, tras marcar un doblete contra Atlas, se convirtió en la máxima goleadora del Guadalajara Femenil con 32 tantos.
En enero de 2022 fue reconocida como la mejor goleadora del mundo durante el 2021,compartiendo el primer lugar con Lucie Martinkova de República Checa, según lo dio a conocer la Federación Internacional de Historia y Estadística de Futbol (IFFHS).

## Estadísticas
| Atlas F. C. México                      | 1ª            | Apertura 2017  | 13  | 9   | – | – | –  | –  | 13  | 9   | 0.69 |
| Atlas F. C. México                      | 1ª            | Total club     | 13  | 9   | 0 | 0 | 0  | 0  | 13  | 9   | 0.69 |
| C. F. Monterrey México                  | 1ª            | Apertura 2018  | 15  | 5   | – | – | 2  | 0  | 17  | 5   | 0.29 |
| C. F. Monterrey México                  | 1ª            | Clausura 2019  | 12  | 4   | – | – | 6  | 1  | 18  | 5   | 0.28 |
| C. F. Monterrey México                  | 1ª            | Apertura 2019  | 12  | 2   | – | – | 5  | 0  | 17  | 2   | 0.12 |
| C. F. Monterrey México                  | 1ª            | Clausura 2020* | 6   | 0   | – | – | -  | -  | 6   | 0   | 0.00 |
| C. F. Monterrey México                  | 1ª            | Total club     | 45  | 11  | 0 | 0 | 13 | 1  | 58  | 12  | 0.21 |
| C. D. Guadalajara México                | 1ª            | Apertura 2020  | 14  | 12  | – | – | 2  | 1  | 16  | 13  | 0.81 |
| C. D. Guadalajara México                | 1ª            | Clausura 2021  | 15  | 17  | – | – | 6  | 2  | 21  | 19  | 0.90 |
| C. D. Guadalajara México                | 1ª            | Apertura 2021  | 17  | 17  | – | – | 2  | 1  | 19  | 18  | 0.95 |
| C. D. Guadalajara México                | 1ª            | Clausura 2022  | 13  | 14  | – | – | 8  | 4  | 21  | 18  | 0.86 |
| C. D. Guadalajara México                | 1ª            | Apertura 2022  | 11  | 7   | – | – | 4  | 2  | 15  | 9   | 0.60 |
| C. D. Guadalajara México                | 1ª            | Clausura 2023  | 7   | 10  | – | – | 2  | 0  | 9   | 10  | 1.11 |
| C. D. Guadalajara México                | 1ª            | Apertura 2023  | 16  | 15  | – | – | 4  | 6  | 20  | 21  | 1.05 |
| C. D. Guadalajara México                | 1ª            | Clausura 2024  | 12  | 11  | – | – | 2  | 1  | 14  | 12  | 0.86 |
| C. D. Guadalajara México                | 1ª            | Apertura 2024  | 15  | 9   | – | – | 0  | 0  | 15  | 9   | 0.60 |
| C. D. Guadalajara México                | 1ª            | Total club     | 120 | 112 | 0 | 0 | 30 | 17 | 135 | 120 | 0.89 |
| Total carrera                           | Total carrera | Total carrera  | 178 | 112 | 0 | 0 | 43 | 18 | 221 | 150 | 0.68 |
| (1)*Clausura 2020 suspendido por COVID. |               |                |     |     |   |   |    |    |     |     |      |

## Palmarés

### Títulos nacionales
| Título                               | Club        | País   | Año      |
| ------------------------------------ | ----------- | ------ | -------- |
| Liga MX Femenil                      | Monterrey   | México | Ap. 2019 |
| Liga MX Femenil                      | Guadalajara | México | Cl. 2022 |
| Campeón de Campeones Liga MX Femenil | Guadalajara | México | 2021-22  |

### Títulos internacionales
| Título               | Equipo              | Sede  | Año  |
| -------------------- | ------------------- | ----- | ---- |
| Juegos Panamericanos | Selección de México | Chile | 2023 |

### Distinciones individuales
| Distinción                              | Año      |
| --------------------------------------- | -------- |
| Campeona de Goleo Liga MX Femenil       | Ap. 2021 |
| Campeona de Goleo Liga MX Femenil       | Cl. 2022 |
| Máxima goleadora del mundo por la IFFHS | 2021     |
| Top 4 goleadora del mundo por la IFFHS  | 2022     |
| Balón de oro de la Liga MX Femenil      | 2022     |
| Campeona de Goleo Liga MX Femenil       | Ap. 2023 |